# Barry Sparks
Barry Sparks (* 20. Juni 1968 in Lucasville (Ohio)) ist ein US-amerikanischer Musiker.

## Leben
Barry Sparks begann Gitarre zu spielen, als er zehn Jahre alt war. Im Jahr 1989 zog Sparks von Tucson nach Los Angeles und traf dort auf Yngwie Malmsteen; mit ihm ging er 1994 auf Tour für das Album The Seventh Sign und spielte für seine Alben I Can't Wait und Magnum Opus den E-Bass. Anfang 1996 trat er in die Michael Schenker Group ein und nahm mit ihr bis 1999 drei Alben, -sowie mit Michael Schenker (solo) 2000 eine instrumentale Platte auf. 1998 spielte er mit der Pop-Sängerin Billie Myers und von 1999 bis 2001 trat er wieder mit der Michael Schenker Group auf. Sparks arbeitete mit UFO während den UK Tourneen The Visitor und You Are Here.
Im Jahr 2001 stieg er in die Band Dokken ein und tourte ebenfalls mit einer Reihe von altgedienten Rockern, einschließlich Whitesnake, Scorpions und zuletzt Ted Nugent.

## Diskografie (Auswahl)

### Yngwie Malmsteen
- I Can't Wait (1994)
- Magnum Opus (1995)

### Vinnie Moore
- Live! (2000)

### Michael Schenker
- MS2000 – Dreams and Expressions – electric instrumental (2000)
- My Years with UFO (2024)

### Michael Schenker Group
- Written in the Sand (1996)
- The Michael Schenker Story Live (live) (1997)
- The Unforgiven World Tour (live) (1999)
- Immortal (2021)
- Universal (Lediglich die Titel 1, 5, 8, 10, 11 und „Fighter“ (dies ist eins der beiden Bonus-Lieder)) (2022)

### Dokken
- Long Way Home (2002)
- Hell To Pay (2004)
- Lightning Strikes Again (2008)
- Greatest Hits (2010)

### Scorpions
- Unbreakable (Lediglich die Titel 2 und 4) (2004)

### Ted Nugent
- Sweden Rocks (2006)
- Love Grenade (2007)

### B'z
- Various Projects